# Mourning Widows (album)
Mourning Widows è il primo album della rock band statunitense Mourning Widows, pubblicato nel 1998.
Tutti i brani sono stati scritti da Nuno Bettencourt, ad eccezione di True Love in the Galaxy, scritta dallo stesso Bettencourt in collaborazione con Anthony J. Resta.

## Tracce
1. All Automatic – 6:53
2. Paint the Town Red – 4:54
3. The Temp – 4:33
4. The Air You That You Breathe – 4:40
5. I Wanna Be Your Friend – 7:07
6. Hotel Asylum – 5:52
7. Over & Out – 4:50
8. Love Is a Cigarette – 6:18
9. Too Late – 5:02
10. True Love in the Galaxy – 6:55
11. Sex in a Jar (demo) – 5:41
12. And the Winner is... (demo) – 5:23

## Formazione
- Nuno Bettencourt - chitarra
- Donovan Bettencourt - basso
- Jeff Consi - batteria